# Oberoende computer Commodore magasin
Oberoende computer Commodore magasin var en svensk datortidning som gavs ut mellan 1987 och 1989.